# Козница (област Бургас)
Вижте пояснителната страница за други значения на Козница.
Кóзница е село в Югоизточна България. Старото име на селото е Карáманджа. То се намира в община Несебър, област Бургас.

## География
Селото се намира на 42 km от общинския център Несебър, на 57 km от областния център Бургас и на 26 km от град Обзор.

## История
През 2021 г. е включено в общ референдум за преминаване към нова община Обзор, но по-голямата част от участниците в него от селото гласуват против. 

## Население

### Етнически състав
Преброяване на населението през 2011 г.
Ж
Численост и дял на етническите групи според преброяването на населението през 2011 г.:
|                     | Численост |
| Общо                | 11        |
| Българи             | 11        |
| Турци               | -         |
| Цигани              | -         |
| Други               | -         |
| Не се самоопределят | -         |
| Неотговорили        | -         |